# Kruhoočko australopacifické
Kruhoočko australopacifické (Zosterops lateralis) je malý zpěvný pták, jehož domovinou jsou oblasti jihozápadního Tichomoří jako je Austrálie, Nový Zéland, Vanuatu, Fidži a jejich přilehlé ostrovy. Druh náleží do početného rodu Zosterops (kruhoočko) a čeledi kruhoočkovití (Zosteropidae). Jedná se o hojného ptáka, který je spojován s městskými parky, zahradami i ovocnými sady, kde je někdy považován za škůdce. Vedle hmyzu se totiž živí i ovocem včetně pěstovaných plodin jako jsou třešně nebo hrozny. Délka těla kruhoočka se pohybuje kolem 11–13 cm v závislosti na poddruhu, rozpětí křídel je 15–19 cm, váha je kolem 11 g.
Typické stanoviště druhu tvoří zalesněné plochy s množstvím stromů nebo křovin, kde mohou ptáci nalézt potravu, útočiště i hnízdní příležitosti. Rozmnožuje se od srpna/září do února, typicky dochází ke 2–3 snůškám. Samice klade 2–5 vajec do hnízda ve tvaru hluboké miskyv nižších částech stromového patra při koncích větví. Inkubace trvá 10–13 dní, mláďata opouští hnízdo po 9–11 dnech. Kruhoočka se páří již v prvním roce života, kdy dochází k utváření dlouhodobých monogamních svazků.

## Systematika

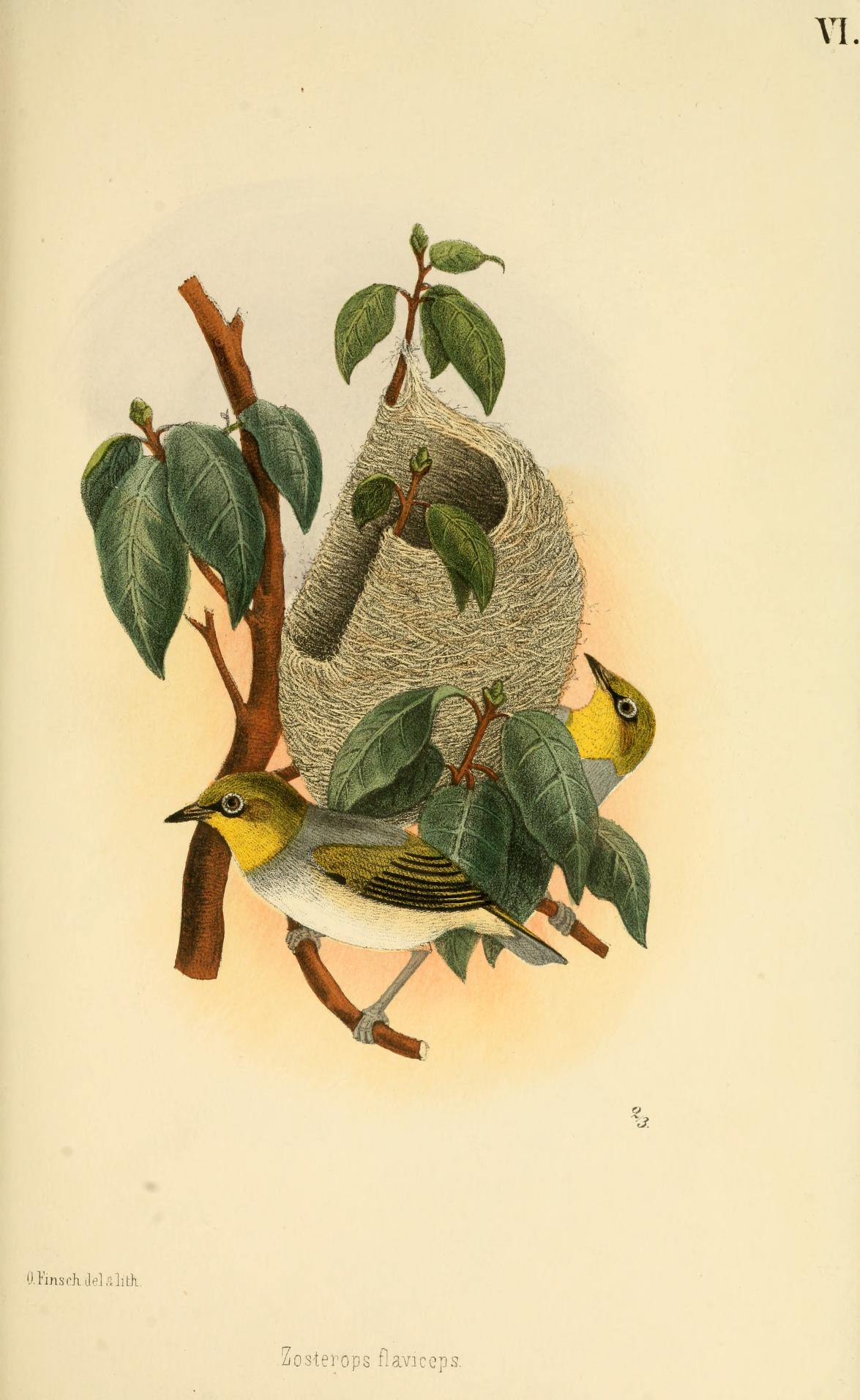
Ilustrace kruhooček a jejich hnízda

Kruhoočko australopacifické poprvé popsal v roce 1801 anglický ornitolog John Latham, který druhu přiřadil vědecké jméno Sylvia lateralis. Rozlišuje se 17 poddruhů:
- Z. l. chlorocephalus A. J. Campbell & S. A. White, 1910 – malé ostrůvky na východě australského Queenslandu.
- Z. l. chloronotus Gould, 1841 – jihozápadní oblasti Západní Austrálie od Carnarvonu na jih po Jižní Austrálii.
- Z. l. cornwalli Mathews, 1912 – středovýchodní a jihovýchodní Queensland po severovýchodní Nový Jižní Wales.
- Z. l. flaviceps Peale, 1848 – Fidži.
- Z. l. griseonota G. R. Gray, 1859 – Nová Kaledonie.
- Z. l. lateralis (Latham, 1801) – Ostrov Flinders, Tasmánie, Ostrov Norfolk; Nový Zéland a Chathamské ostrovy.
- Z. l. macmillani Mayr, 1937 –  ostrovy Tanna and Aniwa (jižní Vanuatu).
- Z. l. melanops G. R. Gray, 1860 – Lifou, Ostrovy Loyalty, Nová Kaledonie.
- Z. l. nigrescens F. Sarasin, 1913 – Ostrovy Loyalty, Nová Kaledonie.
- Z. l. ochrochrous Schodde & Mason, 1999 – Ostrov King, Tasmánie
- Z. l. pinarochrous Schodde & Mason, 1999 – jihovýchod Jižní Austrálie, jihozápad Nového Jižního Walesu, západ Victorie.
- Z. l. tephropleurus Gould, 1855 – Ostrov Lorda Howa.
- Z. l. tropicus Mees, 1969 –  Torresovy ostrovy a Banksovy ostrovy (kromě Mota Lava), a ostrovy Malo a Espíritu Santo, severozápadní Vanuatu
- Z. l. valuensis Murphy & Mathews, 1929 – Mota Lava, Banksovy ostrovy, Vanuatu.
- Z. l. vatensis Tristram, 1879 – střední a jižní Vanuatu.
- Z. l. vegetus E. J. O. Hartert, 1899 – severovýchodní Queensland.
- Z. l. westernensis (Quoy & Gaimard, 1830) – jihovýchodní Nový Jižní Wales po východní Victorii.

## Popis

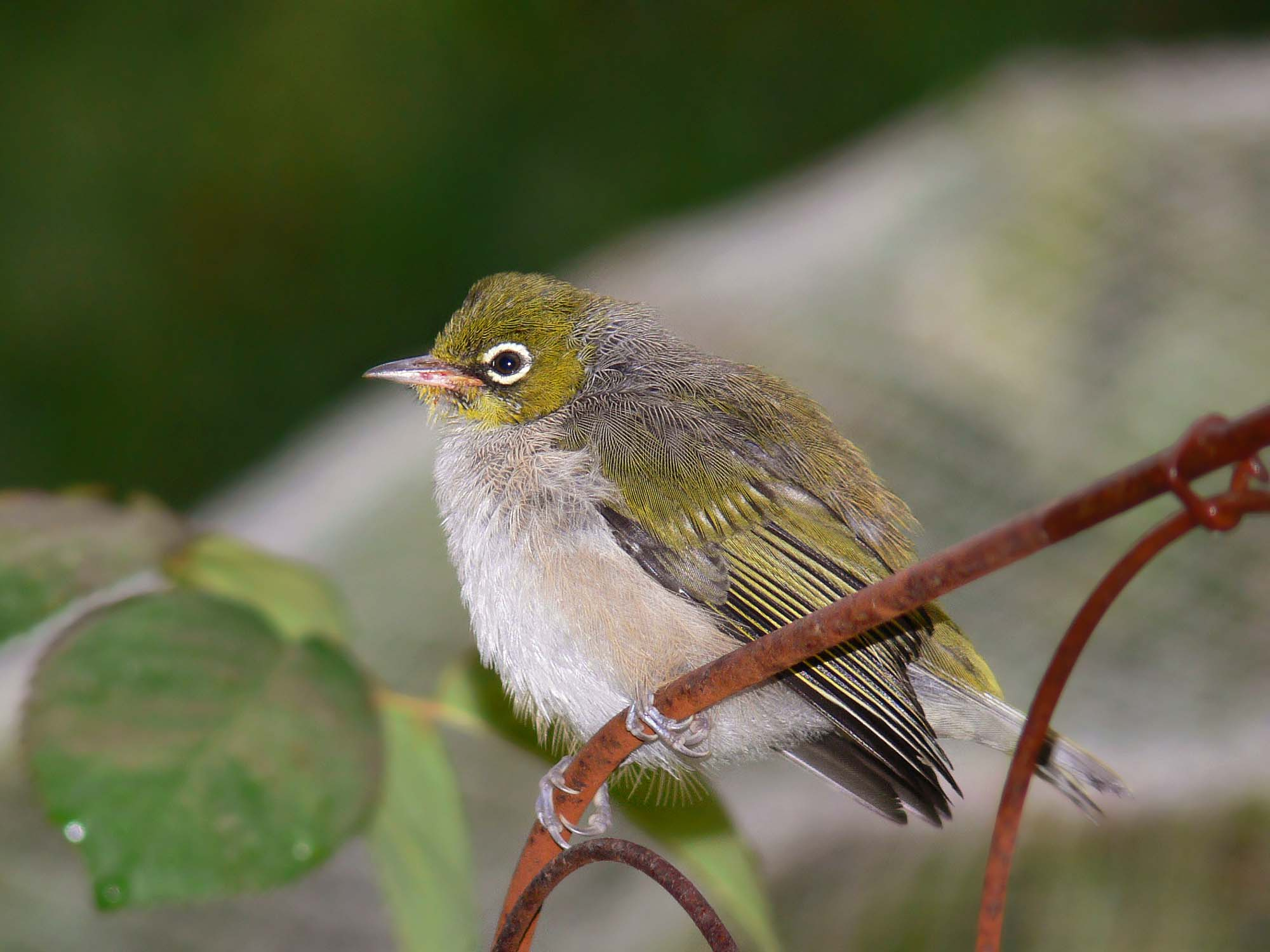
Juvenilní jedinec

Jedná se drobné baculaté pěvce s velkou zakulacenou hlavou, krátkým špičatým zobákem, krátkým krkem, poměrně dlouhými špičatými křídly a krátkým ocasem s mírně vidlicovým zakončením. Samec a samice si jsou podobní. Hlavním a velmi výrazným rozpoznávacím znakem druhu je jasně bílý oční kroužek, který silně kontrastuje s tmavou červenohnědou duhovkou. Hlava a spodní část hřbetu jsou olivově zelené. Vrchní část hřbetu a zadní část krku jsou šedé. Svrchní část křídel je převážně tmavě olivově zelená, zatímco spodní část křídel je bledě bílá. Ocas je tmavě olivově zelený. Přední část krku a horní část hrudi jsou krémově bílé, která přechází do krémově šedé na břichu a na spodních krovkách ocasních. Boky jsou do růžova, stehna bílé. Nohy jsou světle hnědé, zobák tmavě hnědočerný. Juvenilní jedinci mají podobně zbarvené opeření jako dospělci, avšak jejich oční kroužek je tenčí a jeho bílé zabarvení není tak výrazné. Samce lze trénovaným okem rozpoznat podle mírně jasnějšího opeření než u samic.
Délka těla se pohybuje kolem 11–13 cm v závislosti na poddruhu, rozpětí křídel je 15–19 cm, váha kolem 11 g.
Na Novém Zélandu lze kruhoočko zaměnit za medosavku novozélandskou, která je však mnohem větší a postrádá typický oční kroužek. V Austrálii lze kruhoočko australopacifické zaměnit za kruhoočko žlutavé, které se vyskytuje na severu a severozápadě Austrálie. Kruhoočko žlutavé lze rozeznat podle výraznějšího žlutavě zbarveného opeření a menšího očního kroužku.

## Biologie a chování

### Pohyb
Kruhoočka se v době hnízdění pohybují samotářsky, v páru nebo menších hejnách. V zimním období se sdružují do velkých hejn. V rámci hejna dominantní jedinci často pronásledují méně dominantní ptáky. Na Novém Zélandu se jedná převážně o stálé ptáky, avšak kratší přesuny o desítkách, výjimečně o stovkách kilometrů se u některých populací dějí. V Austrálii dochází u některých populací k masivní migraci, avšak jiné populace zůstávají ve stejných oblastech, takže australské populační složení je značně dynamické. Např. některé populace z východní Austrálie se pravidelně stahují do jiných částí Austrálie, a mohou tak v různých částech roku nahradit místní populace kruhooček, které zase popoletí jinam.
Naopak populace ze západní Austrálie jsou v zimě spíše potulné, tzn. po skončení období hnízdění se potulují po okolní krajině bez zřejmého cíle. Každý rok na podzim statisíce kruhooček migruje z hnízdišť v Tasmánii a jižní Victorii do severně položených zimovišť až k jižnímu Queenslandu. Ptáci migrují v noci.

### Rozmnožování

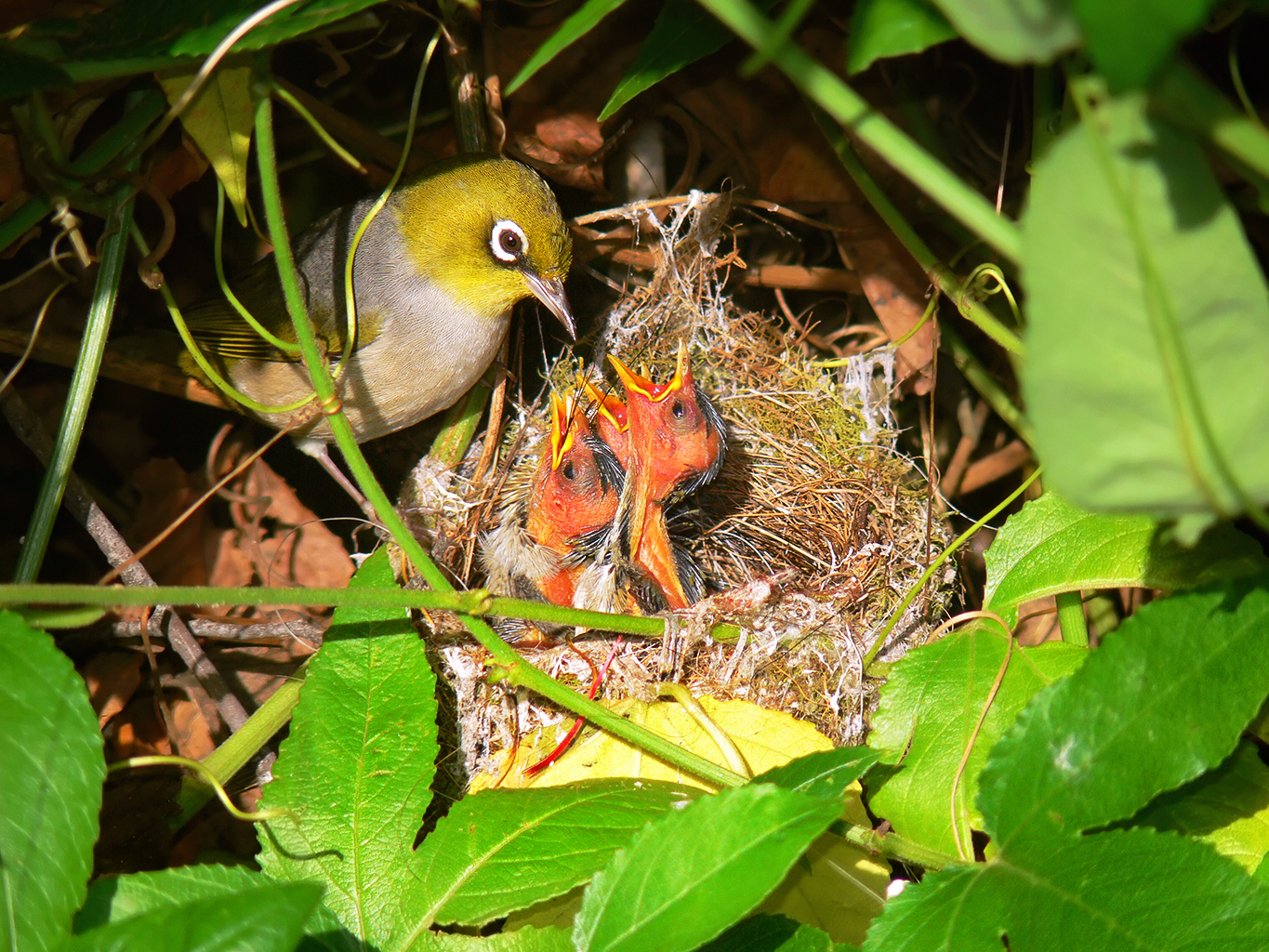
Hnízdo s mláďaty

Jedná se o monogamní ptáky, kteří tvoří dlouhodobé páry již v prvním roce života. Ustaví si teritoria, která však nijak vehementně nebrání a jednak dovolují ostatním kruhoočkám sbírat potravu na svých teritoriích, a jednak sami sbírají potravu ne teritoriích jiných kruhooček. Teritoria vymezují hlasitým zpěvem. Stavbu hnízda obstarává samec i samice. Hnízda jsou umístěna na stromě při koncích stromového větvoví. Jemné hnízdo ve tvaru hlubokého hrnku je vyrobeno z větviček, mechu, lišejníků, zvířecích chlupů, pavučin a chmýří bodláčí.
Na Novém Zélandu dochází ke kladení vajec cca od září do února, v teplejší Austrálii se začíná s kladením již v srpnu. Samice klade 2–5, nejčastěji 3 modré či modrozelené vejce oválného tvaru o rozměrech 17×13 mm ve 24h intervalech. Inkubují samec i samice po dobu 10–13 dní. Mláďata se rodí se zavřenýma očima, a až na malý chomáč peří na hlavě jsou zcela holá. Ptáčata vykrmují oba rodiče. Po 4 dnech se mláďatům otevírají oči a v 10 dnech už jsou opeřená. V 9–11 dnech opouští hnízdo.

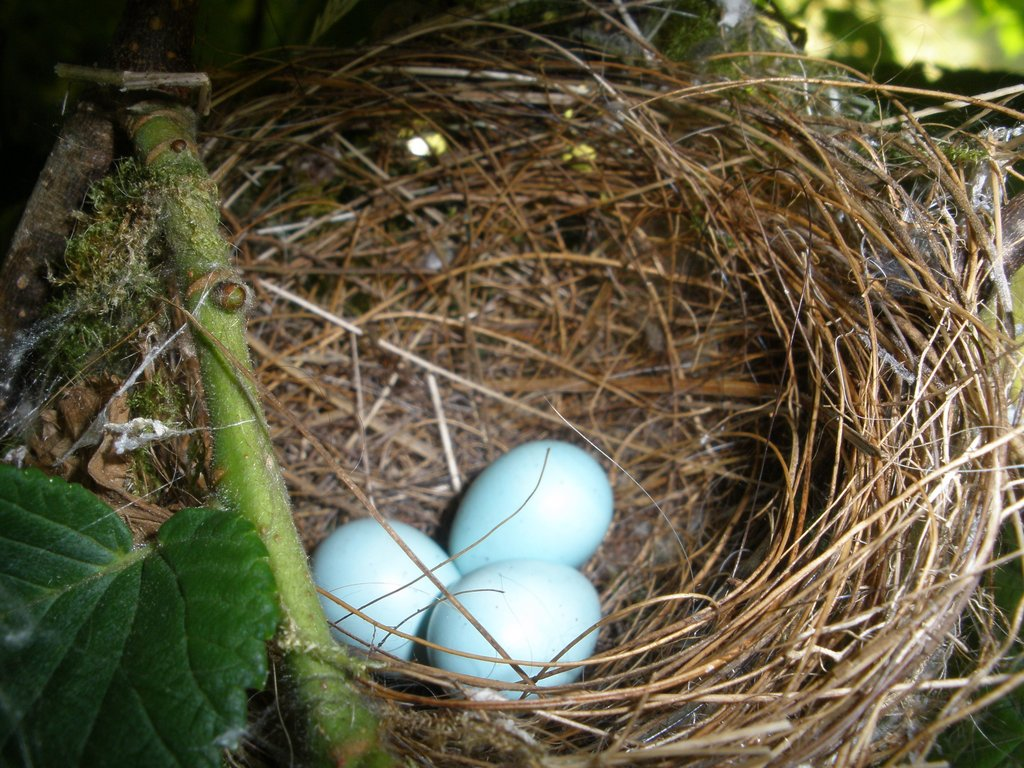
Modrá vejce kruhooček australopacifických

Mláďata zůstávají s rodiči po další 2–3 týdny, načež dochází k jejich plnému osamostatnění. Páří se již v prvním roce života (ve věku cca 9 měsíců). Dospělý pár si po vyvedení první snůšky v sezóně dá na chvílí pauzu a za cca jeden a půl až dva měsíce se pokusí o další snůšku. Běžně dochází v hnízdním období ke 2–3 snůškám. Mohou se dožít nejméně 11 a půl roku.

### Potrava
Živí se hmyzem (pavouci, brouci, mouchy, housenky) a velkým množstvím ovoce a nektaru. Dokáže spolknout ovoce o šířce až 10,5 mm, což je na tak malého ptáka zdatné sousto. Kruhoočka jsou při sbírání potravy značně rychlá – často sbírají potravu v hustém houští či ve spodním patře stromového baldachýnu, kde rychle přistanou na větévce, spolknout plod a rychle zase letí dále. Občas přistanou i na zemi, kde se pohybují pohopsáváním. Ke sběru potravy dochází většinou v malých hlučných hejnech.
Pro sání nektaru se kruhoočkům hodí jejich štětcově zakončený jazyk pokrytá štětinami. Pokud dojde k dobré úrodě plodů, kruhoočka se mohou sdružit do hejna čítající tisíce jedinců a okupovat malé území lesa s plodonosnými stromy. Jedná se o důležité roznašeče semen.

### Vokalizace
Hlasově se projevuje jasným, vysoce položeným a pronikavým melodickým švitořivým a trylkovacím zpěvem, který často opakuje. Kontaktní volání představuje naříkavé krííí, v letu se hromadně projevuje kratším kli-kli. Zpěv kruhoočka připomíná zpěv pěvušky modré.

### Stanoviště
Kruhoočka se vyskytují prakticky ve všech druzích zalesněných a křovinatých biotopů od pobřežních oblastí přes pralesní porosty až po městské parky, zahrady, sady a druhotné lesy. V otevřených nezalesněných biotopech se většinou nevyskytuje. Obývá nadmořské výšky od hladiny moře do 1850 m n. m.

## Rozšíření a populace

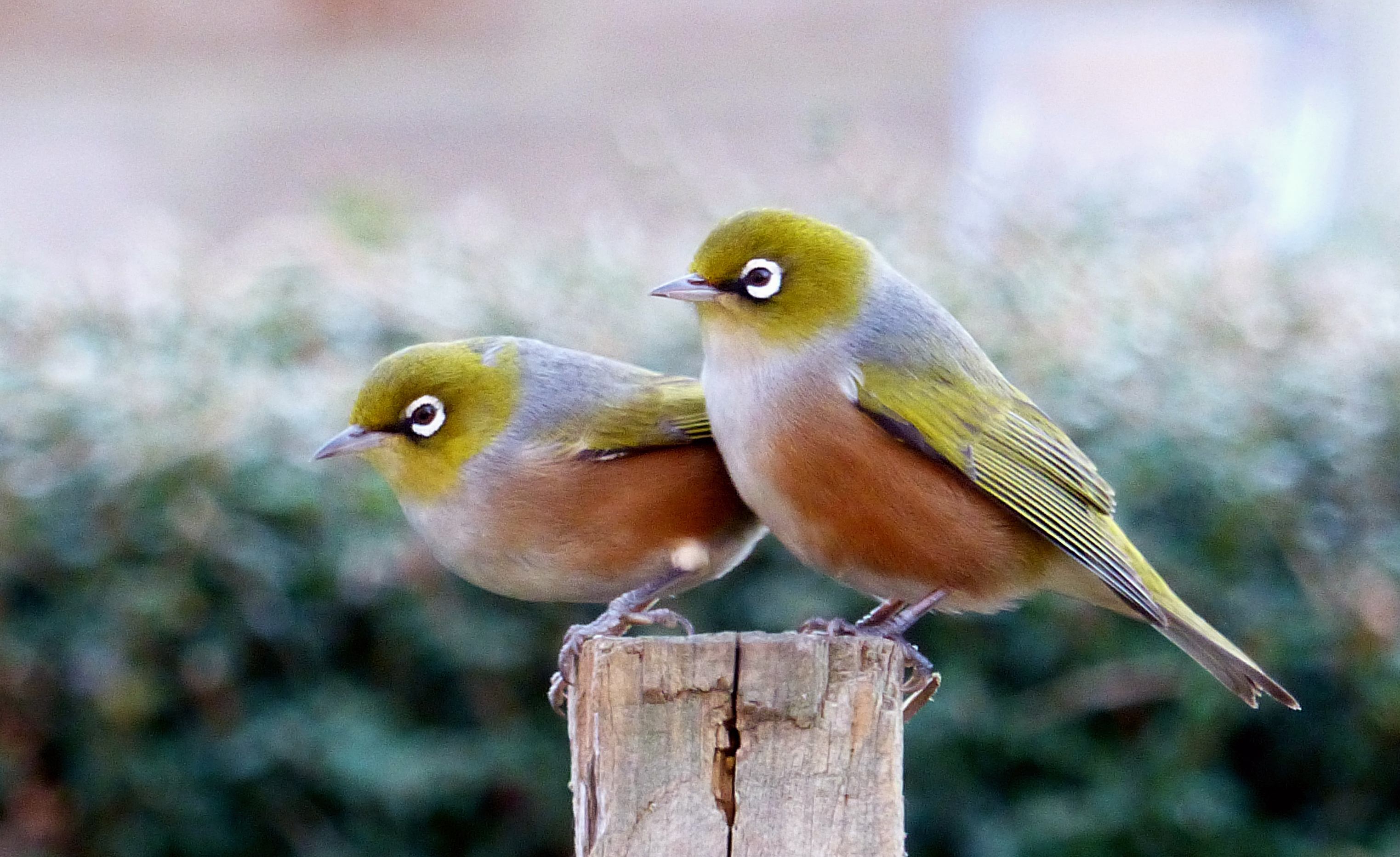
Pár kruhooček

Kruhoočko australopacifické se přirozeně vyskytuje v Austrálii, na Novém Zélandu, Vanuatu, Nové Kaledonii a Fidži. Celková velikost populace není známá, nicméně druh je místy hojný a jeho populace se zdá být stabilní. V Austrálii i na Novém Zélandu se jedná o vůbec jednoho z nejběžnějšího ptáků, kterého lze zahlédnout na zahradách a v parcích.

Na Novém Zélandu byl druh poprvé zaznamenán v malých počtech v roce 1832, nicméně podle místního maorského náčelníka z jihu Jižního ostrova tam kruhoočka „byla odjakživa“. Až v roce 1856 byl druh zaznamenán na Novém Zélandu v hojných počtech. Předpokládá se, že kruhoočka byla na Nový Zéland zaváta z Austrálie větrnou bouří, které v těchto oblastech směřují ze západu na východ. K roku 1861 se druh rozšířil i na Chathamské ostrovy. Druh se od té doby rozšířil po obou hlavních novozélandských ostrovech i většině dalších přilehlých ostrůvků a stal se jedním z nejrozšířenějších novozélandských ptáků. Nový druh na novozélandské pevnině neunikl místním domorodcům (Maorům), kteří kruhoočka australopacifické začali nazývat tauhou, což v maorštině znamená „cizinec“ nebo „nově příchozí“.

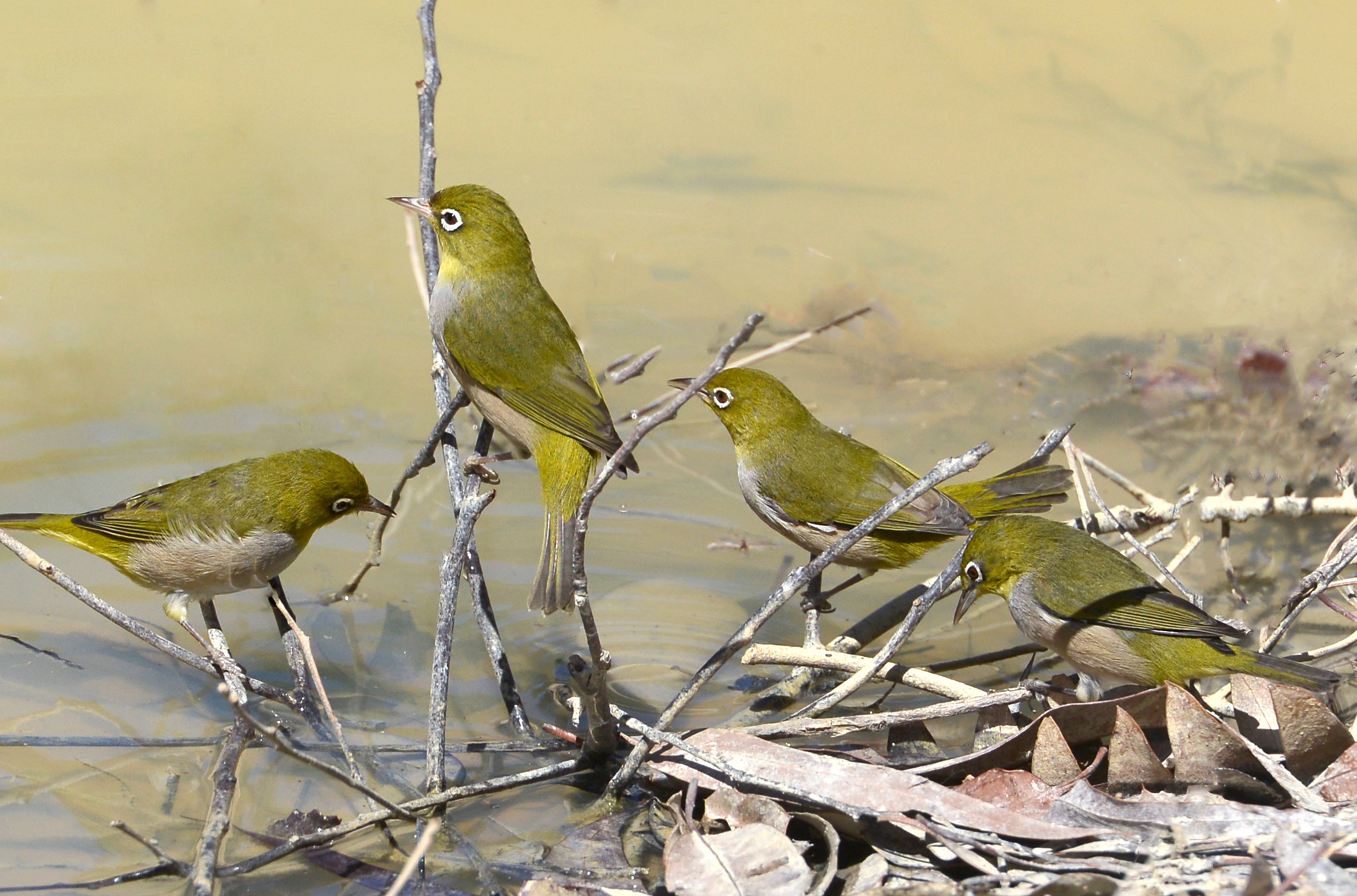
Malé hejno kruhooček

## Vztah k lidem
Kruhoočka jsou některými farmáři vítanými druhy na jejich zemědělských farmách, avšak jiní farmáři je zatracují. Kruhoočka jsou jedni z klíčových predátorů obalečů jablečných a vedle toho pojídají i mšice, které ohrožují některé zemědělské plodiny. Naproti však tito ptáci s oblibou pojídají ovoce v sadech jako jsou zrající hrozny, meruňky, třešně a jablka.
V Austrálii jsou kruhoočka známé tamním pěstitelům ovoce již od zakládání prvních sadů. Ve 2. polovině 19. století byli na sady najímání místní Aboriginci, kteří kruhoočka buďto zastrašovali bitím klacků o petrolejové plechovky nebo střílením. Z jednoho ze sadů existují záznamy o odstřelu až 1200 ptáků za jediný den a o 20 tisícům zastřelených ptáků ročně. I když lze sady chránit pomocí ptačích sítí, které platí na většinu druhů, těla kruhooček jsou velmi malá, takže ptáci dokáží proniknout i tam, kde to jiným ptákům činí potíže.